# 李晖 (后周)
李晖（？—959年），字顺光，五代十国时瀛州束城（今河北省河间市）人。
李晖年轻时应募从军，后晋时在河东节度使刘知远麾下为河东牙将。后汉建立，刘知远即位为后汉高祖，李晖历任宣徽南院使、河阳节度使。后周建立，郭威称帝为后周太祖，李晖加官同平章事，移镇沧州横海军节度使。周世宗嗣位，为邠州节度使，移镇凤翔节度使。在官任上去世。李晖性贪鄙，在职好施小惠，以邀虚誉。